# Habralebra bifasciatella
Habralebra bifasciatella är en insektsart som beskrevs av Young 1957. Habralebra bifasciatella ingår i släktet Habralebra och familjen dvärgstritar.
Artens utbredningsområde är Panama. Inga underarter finns listade i Catalogue of Life.